# ヴラド・ネクラウ
ヴラド・ネクラウ（Vlad Neculau、1998年1月7日 - ）は、スーペルリーガ、SCMラグビー・ティミショアラに所属するラグビーユニオン選手。

## プロフィール
- ルーマニア・ビヴォラリ（英語版）出身[1]。
- ポジションはロック(LO)。
- 身長 192cm、体重 108kg
- ルーマニア代表キャップは24（2024年12月現在）でラグビーワールドカップ2023のルーマニア代表に選ばれた[2]。

## 略歴
2017年、ティミショアラ・サラセンズに加入。